# Direito de uso
O direito de uso é um direito real menor, que consiste na faculdade de se servir de certa coisa, pertencente a outro, e haver os respectivos frutos, na medida das necessidades, quer do titular, quer da sua família. 
Em Portugal, quando este direito se refere à moradia, chama-se direito de habitação.
O direito de uso pode constituir-se sobre qualquer tipo de bem suscetível de uso, seja móvel, imóvel, material ou imaterial. Podem ser titulares do direito de uso tanto pessoas físicas como jurídicas, embora neste último caso seja necessário estabelecer um limite temporal. É um direito personalíssimo, que não pode ser alienado nem arrendado, nem pode ser objeto de hipoteca.
Os direitos de uso e de habitação constituem-se e extinguem-se pelos mesmos modos que o
usufruto, e são igualmente regulados pelo seu título constitutivo.
Porém o direito de uso é mais limitado que o usufruto. O usuário pode servir-se dos frutos (tudo aquilo que pode ser produzido a partir de uma coisa, sem alterar nem diminuir-lhe a substância) no limite das suas necessidades e de sua família e somente de maneira direta.
Um usufrutuário pode ceder, alugar ou arrendar a coisa, enquanto que o usuário não pode fazê-lo.

## História
As origens do direito de uso remontam ao Direito romano, onde era chamado de usus, ou fructus sine usus, uma forma menor de usufruto.